# ATF6
L'ATF6 (pour « Activating transcription factor 6 ») est un facteur de transcription de la famille des ATF. Son gène est ATF6 situé sur le chromosome 1 humain.

## Rôles
Il s'agit d'un récepteur transmembranaire situé sur le réticulum endoplasmique, qui, avec le IRE1 et le PERK, constituent un senseur de protéines mal repliés.
Elle interagit avec la protéine DREAM, cette interaction étant inhibée par le répaglinide.

## En médecine
La protéine est moins active en cas de maladie de Huntington.